# Мензель-Абдеррахман
Мензель-Абдеррахман (араб. منزل عبد الرحمان) — місто в Тунісі. Входить до складу вілаєту Бізерта. Станом на 2004 рік тут проживало 16 824 особи.